# Magyarsarlós
Magyarsarlós is een plaats (község) en gemeente in het Hongaarse comitaat Baranya. Magyarsarlós telt 339 inwoners (2001).